# Baleeira

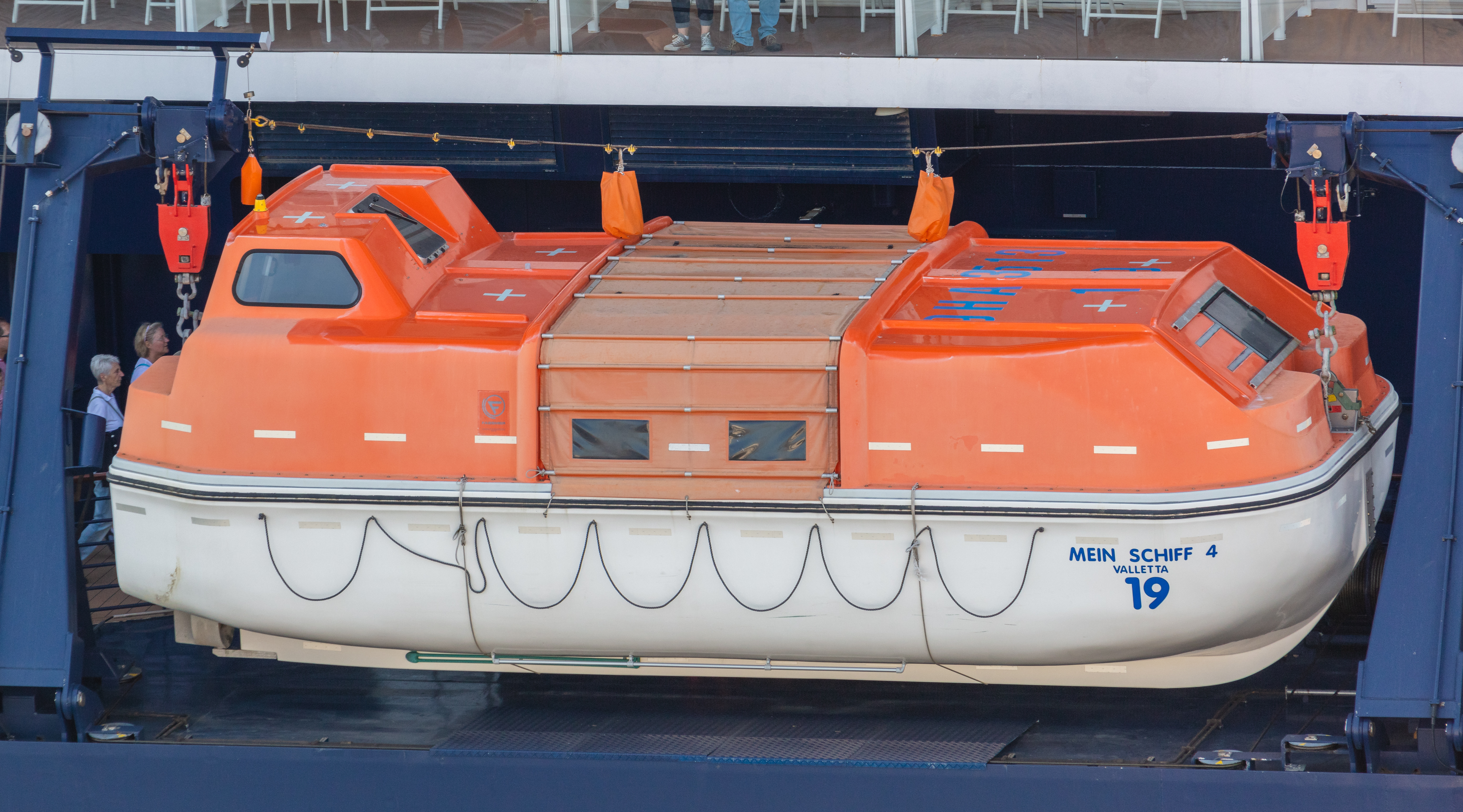
Baleeiras no transatlântico Mein Schiff 4.

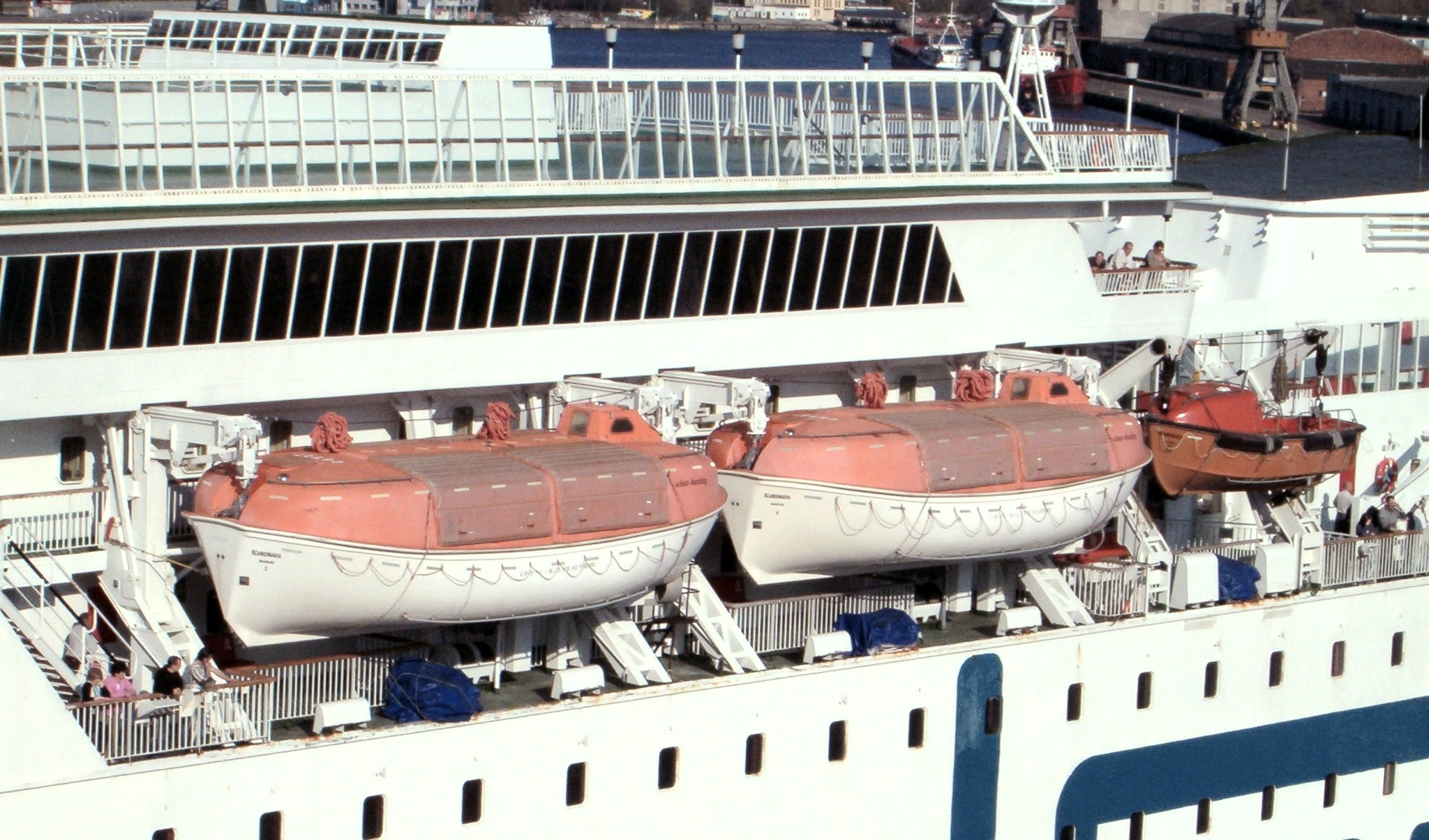
Botes salva vidas num navio.

Baleeira é o bote salva-vidas que fica disponível em navios para os casos de emergência ou naufrágio, dotada de condições especiais de flutuação e navegabilidade para fins de abandono da embarcação.
O nome deriva dos botes baleeiros, também chamados de baleeiras; originalmente eram antigas embarcações velozes, de grande tosamento, que possuíam popa e proa bastante finos e, mais tarde, designava também as embarcações auxiliares da caça à baleia.